# Dinocheirus chilensis
Dinocheirus chilensis är en spindeldjursart som beskrevs av Beier 1964. Dinocheirus chilensis ingår i släktet Dinocheirus och familjen blindklokrypare. Inga underarter finns listade i Catalogue of Life.